# 鏡城郡
鏡城郡（：／ Kyŏngsŏng gun */?）是朝鮮民主主義人民共和國咸鏡北道東部的一個郡，西界咸鏡山脈，東臨日本海。最高點為海拔2,541公尺的冠帽峰。面積1,170.575平方公里，2008年人口105,909人。下分1邑、5勞動者區、15里。
1398年始稱鏡城，咸鏡道的「鏡」即指這裡。1432年升為都護府。1977年被併入清津市。1985年直轄市被撤，恢復鏡城郡。